# Elektra (film, 2005)
Pour les articles homonymes, voir Elektra et Électre (homonymie).
Série Daredevil
Daredevil
(2003)
Pour plus de détails, voir Fiche technique et Distribution.
Elektra est un film américano-canado-suisse réalisé par Rob Bowman, tourné en 2004 et sorti en 2005.
Il est inspiré du personnage de l’univers Marvel apparaissant dans les séries Daredevil et Elektra.

## Synopsis
Des années après avoir été assassinée par le tireur (Colin Farrell) et après avoir quitté le monde des vivants dans les bras de Daredevil (Ben Affleck) Elektra (Jennifer Garner) est ramenée d'entre les morts et apprend les Arts martiaux. Elle devient alors tueuse à gages.
Mais un jour, elle est amenée à sauver la vie de ses proies, dont une mystérieuse adolescente qui lui ressemble.

## Fiche technique
Sauf indication contraire, les informations mentionnées dans cette section peuvent être confirmées par les bases de données cinématographiques IMDb et Allociné,  présentes dans la section « Liens externes ».
- Titre original, français et québécois : Elektra
- Réalisation : Rob Bowman
- Scénario : Zak Penn, Stu Zicherman et M. Raven Metzner (en), d'après le personnage du comics Elektra créé par Frank Miller et Mark Steven Johnson
- Musique : Christophe Beck
- Direction artistique : Eric Norlin
- Décors : Graeme Murray
- Costumes : Lisa Tomczeszyn
- Photographie : Bill Roe (de)
- Son : Andy Nelson, Anna Behlmer (en), Michael T. Williamson
- Montage : Kevin Stitt (de)
- Production : Avi Arad, Arnon Milchan et Gary Foster (nl)
  - Production déléguée : Mark Steven Johnson, Stan Lee et Brent O'Connor
  - Production associée : Sophie Addie
  - Coproduction : Kevin Feige et Josh McLaglen
- Sociétés de production[1] : Twentieth Century Fox, New Regency Productions, Horseshoe Bay Productions, Epsilon Motion Pictures, Elektra Productions et SAI Productions, en association avec Marvel Enterprises, présenté par New Regency Productions
- Sociétés de distribution : Twentieth Century Fox (États-Unis et Canada) ; Ascot Elite Entertainment Group (Suisse) ; 20th Century Studios France (France)
- Budget : 43 millions de $[2] ; 65 millions de $[3]
- Pays de production :  États-Unis,  Canada,  Suisse
- Langues originales : anglais, japonais
- Format[4] : couleur (DeLuxe) - 35 mm - 2,35:1 (Cinémascope) (Panavision) - son DTS | Dolby Digital | SDDS | D-Cinema 48 kHz 5.1
- Genre : fantastique, action, aventures, policier, arts martiaux
- Durée : 97 minutes ; 100 minutes (director's cut)
- Dates de sortie[5] :
  - États-Unis : 8 janvier 2005 (première mondiale à Las Vegas)[6] ; 14 janvier 2005 (sortie nationale)
  - Québec : 14 janvier 2005[7]
  - Suisse italienne : 18 février 2005
  - France, Suisse romande : 9 mars 2005[8]
  - Belgique : 13 avril 2005[9]
  - Suisse alémanique : 14 avril 2005[8]
- Classification[10] :
  - États-Unis : accord parental recommandé, film déconseillé aux moins de 13 ans (PG-13 - Parents Strongly Cautioned)[Note 1]
  - Canada (Alberta / Manitoba) : les enfants de moins de 14 ans doivent être accompagnées d'un adulte (14A - 14 Accompaniment)
  - Canada (Colombie-Britannique / Nouvelle-Écosse / Ontario) : certaines scènes peuvent heurter les enfants - accord parental souhaitable (PG - Parental Guidance)
  - Québec : tous publics - déconseillé aux jeunes enfants (G - General Rating)[7]
  - Suisse : interdit aux moins de 14 ans[11]
  - France : tous publics[12]
  - Belgique : tous publics (Alle Leeftijden)[9]

## Distribution
- Jennifer Garner (VF : Laura Blanc) : Elektra Natchios
- Kirsten Prout (VF : Lucile Boulanger) : Abby Miller
- Goran Višnjić (VF : Stéphane Ronchewski) : Mark Miller
- Will Yun Lee (VF : Stéphane Fourreau) : Kirigi
- Cary-Hiroyuki Tagawa (VF : Omar Yami) : Roshi
- Terence Stamp (VF : Michel Ruhl) : Stick
- Natassia Malthe (VF : Isabelle Leprince) : Typhoid
- Bob Sapp : Stone
- Chris Ackerman (es) : Tattoo
- Edson T. Ribeiro : Kinkou
- Colin Cunningham (VF : Boris Rehlinger) : McCabe
- Hiro Kanagawa (VF : Roger To Thanh Hien) : Meizumi
- Mark Houghton (VF : Guillaume Orsat) : Bauer
- Laura Ward : Elektra, adolescente
- Kurt Max Runte (en) (VF : Sylvain Lemarié) : Nikolas Natchios
- Jason Isaacs (VF : Jérôme Keen) : DeMarco
- Ben Affleck : Matt Murdock, alias Daredevil (scène coupée)
Version française
  - Studio de doublage : Dubbing Brothers[13]
  - Direction artistique : Jean-Pierre Dorat
  - Adaptation : Joël Savdié

## Accueil

### Box-office
- Box-office mondial : 56 995 646 $[14]
- Box-office USA : 27 000 000 $
- Box-office France : 429 000 entrées[15]

## Distinctions
En 2005, le film Elektra a été sélectionné 2 fois dans diverses catégories.
- MTV - Prix du film et de la télévision 2005 : Meilleur baiser pour Jennifer Garner et Natassia Malthe.
- Prix du jeune public 2005 : Meilleure actrice dans un film d'action / aventure / thriller pour Jennifer Garner.

## Autour du film
- Elektra apparaissait dans le film Daredevil, réalisé par Mark Steven Johnson en 2003. Ce film est donc un spin-off.
- L'actrice Jennifer Garner aurait dit à Michael Vartan (son ex-petit ami et partenaire dans la série Alias) qu'elle avait trouvé le film affreux (« awful »), mais qu'elle avait été forcée d'accepter de le tourner, car il était prévu par son contrat pour le film Daredevil[17].
- La scène dans laquelle Elektra envoie son saï dans la main d'un tueur à gage est une référence au film Daredevil, où Le Tireur lui avait fait subir la même chose.
- Elektra n'a pas été rentabilisé par son exploitation en salles, mais l'édition DVD a connu un peu plus de succès. Le film est considéré comme un échec public, mais aussi critique. En effet, le personnage incarné par Jennifer Garner est très éloigné de celui des bandes dessinées originales scénarisées par Frank Miller et illustrées par David Mazzucchelli ou Bill Sienkiewicz.
- Un critique britannique a dit[18] que le personnage de la bande dessinée d'origine rappelait Angelina Jolie, mais que l'Elektra jouée par Jennifer Garner était plus proche de Jennifer Aniston.
- Le costume d'Elektra dans ce film est plus fidèle à celui de la BD : il est cette fois-ci rouge, alors que dans Daredevil, il était noir et en cuir.
- Ben Affleck a également repris son rôle de Matt Murdock/Daredevil dans une scène où Elektra rêve de lui. Cette scène a été cependant coupée au montage.